# 萨波潘
20°40′19″N 103°24′59″W / 20.6719563°N 103.416501°W

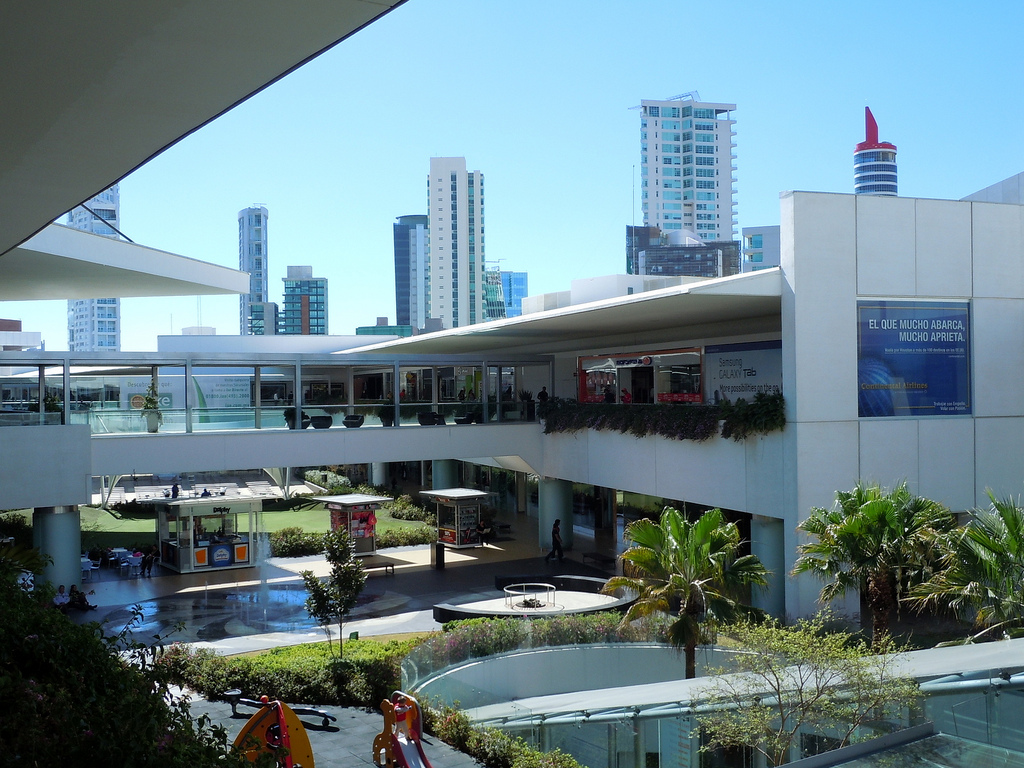
Zapopan

萨波潘是墨西哥哈利斯科州的一座城市，人口约103万（2005年），是该州第二大城市。该市最出名的景点是Virgin of Zapopan，是尊圣母玛利亚的像，创作于16世纪。此外，萨波潘也是Centro Cultural Universitario，拉丁美洲的重要文化区之一。

## 历史

### 前西班牙时代
与现在的市镇和邻近市镇的其他城镇不同，当时的文件中从未提及该镇，因此在当前市政府所在地存在一个名为“Tzapopan”的前西班牙城镇。对此。这让人怀疑“Tzapopan”的存在。
但是，对于一些专家来说；萨波潘的历史开始于 1160 年至 1325 年，当时大量萨波泰克人、纳瓦斯人和玛雅人抵达萨波潘目前的 Proundo 溪流附近的领土，这些群体来自南方。多年来，这些居民与其他部落混在一起，例如前往墨西哥山谷的阿兹特克人。然而，随着时间的推移，tecuexes 是统治这片土地的人。 Tzapopan 由阿兹特克人和 Tecuexes 人建立，从一开始它就是一个宗教城市，拥有供奉太阳神和 Teopiltzintli 的神殿和圣地。居民的饮食以玉米、豆类和水果为主，他们还致力于狩猎和捕鱼。
察波潘是一个人口众多的城市。尽管如此，与其他游牧部落的持续战争导致城市衰落，直到它成为一个非常不重要的定居点，受制于依赖于 Hueytlatoanazgo de Tonalá 的 Atemejac 的领主，将其变成了一个微不足道和不重要的城镇。西班牙人的到来。

### 征服
对“Tzapopan”镇的征服始于 1530 年左右，当时 Nuño de Guzmán 征服了 Tonalá 王国（“Tzapopan”所属），尽管那时该镇可能已经微不足道，甚至人口稀少.最后，随着征服者在 1541 年 米兹顿战争 中的胜利，该地区被征服，并在当时的总督弗朗西斯科·德·博巴迪拉 (Tlaltenango重新填充 Tzapopan，为了有劳动力帮助建立瓜达拉哈拉，重新填充和重建的任务留给了 Fray Antonio de Segovia，他与 Fray Ángel de Valencia 一起于 1541 年 12 月 8 日交付为瓜达拉哈拉的守护神Tzapopan 构想的形象。印第安人成功的重新定居和随后的平静归功于这一形象。现在的圣殿由 Juan de Santiago de León Garabito 于 1690 年开始建造。
在有关萨波潘起源的历史编纂中，出现了一位名叫尼古拉斯·德·博巴迪拉的传奇人物，他是一位绅士，一些消息来源表明，他与来自 Xalostotitlán 地区的印第安人一起，于 1541 年或 1543 年左右抵达萨波潘，具体取决于所咨询的消息来源。但是，没有可靠的证据表明具有该名称的任何角色都从任何印度赠款中受益；如果它真的存在，那么它通过这些土地的证词就在塞维利亚、加的斯或马德里的官僚机构的海洋中消失了。
另一方面，要进行人口重新增加，就必须放弃该人口；但是，正如不同的编年史所述，圣胡安德迪奥斯河东侧的城镇并没有反叛，而且还提到，例如，来自 Atemajac 的印第安人参与了对 Mixtón 典当商的围攻，在门多萨总督的命令下，也就是说，马塔托雷斯提到的城镇都没有在战争期间遭到破坏，因此它们也没有重新居住，无论如何它们被分配给根据形式的 encomendero由冠西班牙语表示的域。
Zapopan 建立的关键与圣母的形象有关。从征服特诺奇蒂特兰开始，西班牙人就下令在土著人民的神殿中用圣母的形象代替他们的神像。尽管传说中将萨波潘圣母视为“与土著人的战争中的和平缔造者，但萨波潘是一个土著城镇，是其在整个西方最著名的避难所所在地”
弗赖·安东尼奥·德·塞戈维亚 (Fray Antonio de Segovia) 将圣母像放在那里，因为这是这些土地上所有领主的礼拜场所，遵循精神征服的习俗。

### 独立后
在帝国尝试失败后，1823 年 6 月 21 日，前瓜达拉哈拉省的领土被宣布为哈利斯科自由州。新生的哈利斯科州改变了划分其管辖领土的政党计划——自波旁改革以来一直使用的——部门模式，而部门模式又受制于另一个更大的单位：州。每个州都有一个负责人，其中有一名政治首领，而该首领又依赖于州州长。这本身就集中在政治、军事和财政决策上。
在 1824 年 3 月 27 日的哈利斯科州第一个领土组织模型中，被命名为哈利斯科州领土的政治划分计划，萨波潘是国务院，萨波潘镇被宣布为署名镇。同年 11 月 18 日，哈利斯科州自由和主权国家的政治宪法颁布后，萨波潘被批准为一个部门，隶属于该州的第一个州，首领设在瓜达拉哈拉。
Villa de Zapopan 通过两条道路与瓜达拉哈拉相通：第一条通往萨波潘东南部，穿过科洛莫溪流，从瓜达拉哈拉西部进入；第二个出到萨波潘以东，经过佐基潘和阿特马亚克，然后通过瓜达拉哈拉北部通过梅斯基坦附近进入。
1857 年，在自由派共和党掌权的情况下，哈利斯科州是一个州，萨波潘是哈利斯科州第一个州的附属部门。
1837 年 4 月 6 日，领土组织模式发生了变化，萨波潘成为瓜达拉哈拉地区党。 1846 年，另一次重组使萨波潘重新成为哈利斯科州第一个州的一个部门，其负责人是瓜达拉哈拉。该模型有一些细微的变化，一直保持到 1914 年，当时市镇类别成为共和国领土划分的基础。 1917 年 4 月 6 日，哈利斯科州的政治宪法承认萨波潘是一个自由市。
直到 1994 年 12 月 7 日，哈利斯科州议会通过第 14358 号法令改变了自 Template:Siglo 镇成立以来的别墅类别，市政席位的类别保持不变。
1. ↑  Moreno, H. (1995) .沙子上的哈利斯科珍珠。 （第二版）墨西哥：SEP